# Welles Hoyt
William Welles Hoyt (7 de mayo de 1875 - 1 de diciembre de 1954) también conocido como Bill Hoyt, fue un atleta estadounidense, campeón olímpico de salto con pértiga en los Juegos Olímpicos de Atenas de 1896.

## Su medalla
En la prueba de salto con pértiga de los Juegos Olímpicos de 1896 solo comenzaron la competición cinco atletas. Dos de ellos que eran griegos eran novatos en la prueba siendo eliminados a las primeras de cambio, por lo que la lucha por el triunfo quedó entre Bill Hoyt y Albert Tyler. Cuando llegaron a los tres metros de altura Tyler pasó el listón a la primera sin ningún problema pero Hoydt realizó dos intentos fallidos sobrepasando el listón en el tercer y último intento. Cuando el listón se subió hasta los 3,30 m de altura solo Hoydt fue capaz de sobrepasar el listón ganando la prueba.
También compitió en los 110 metros vallas, obteniendo el segundo puesto en su carrera de clasificación, por detrás de Thomas Curtis, y logrando su clasificación para la final, en la que no participó.
Su victoria en los Juegos fue la única de su palmarés deportivo en el que figuran tres segundos puestos en los campeonatos universitarios de EE. UU., en los años 1895, 1897 y 1898, en este último año consiguió su mejor marca sobrepasando el listón a 3,46 metros de altura. Se graduó en Harvard y entró en su facultad de medicina acabando la carrera en el año 1901. Comenzó a ejercer la medicina, pero al llegar la I Guerra Mundial sirvió en Hospitales de campaña en Francia. Una vez acabada la guerra intento volver a ejercer la medicina pero tuvo que volver a Francia como cirujano del servicio de Salud Pública estadounidense en Francia. Finalmente retornó a EE. UU. y se instaló en Nueva York, en una pequeña ciudad llamada Berlín.

## Palmarés
- Medalla de oro en los Juegos Olímpicos de Atenas (1896) en salto con pértiga